# 約翰·艾略特·賓漢

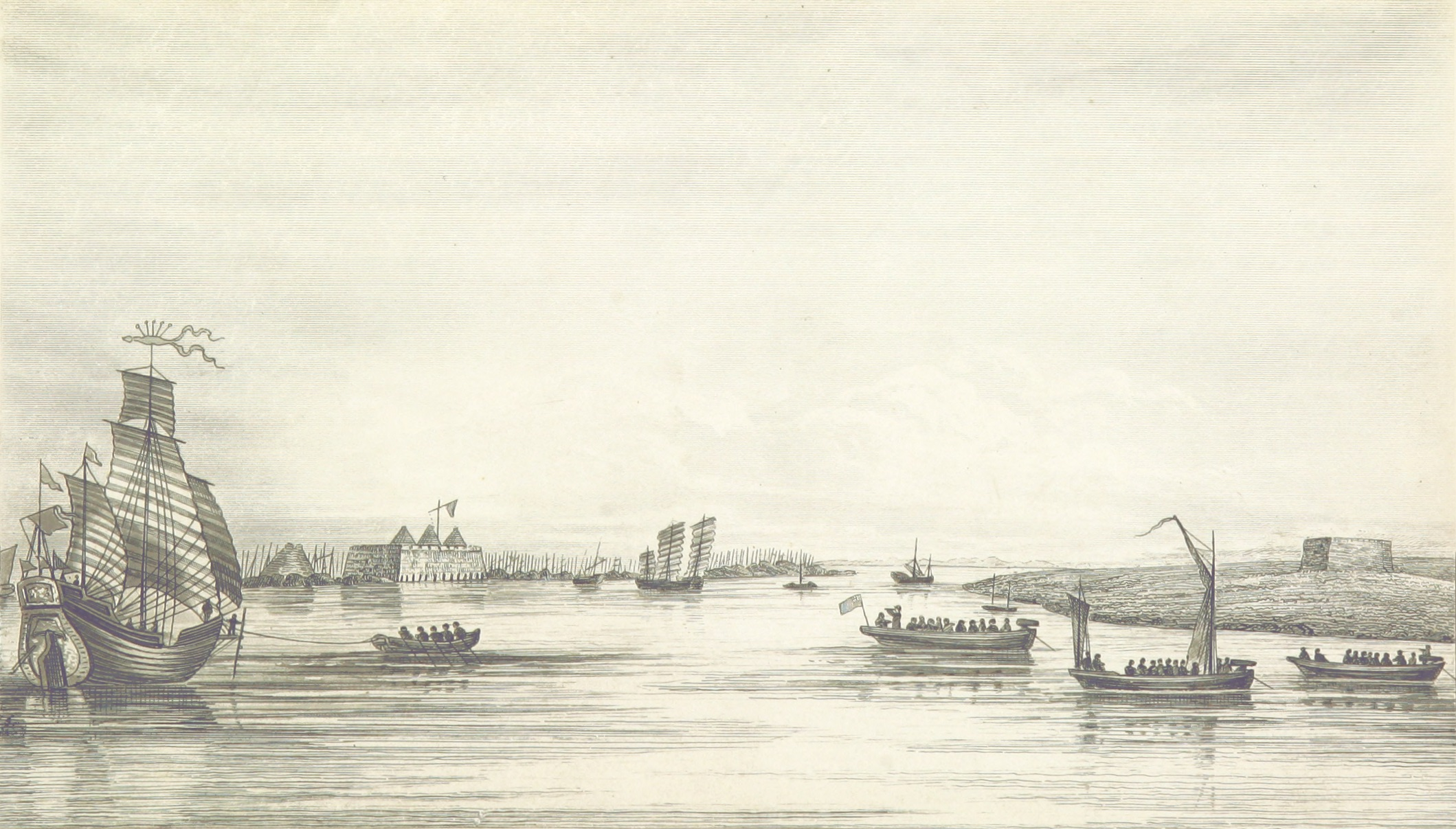
賓漢1840年8月11日從「莫德斯特」號的小船拍攝的海河口。

約翰·艾略特·賓漢（英語：John Elliot Bingham，1805年4月22日—1878年），簡稱賓漢，英國皇家海軍中校 。第一次鴉片戰爭期間，他在「莫德斯特」號小型風帆戰艦上服務。1841年8月，他因負傷離職返英。他將鴉片戰爭期間的見聞出版為《Narrative of the Expedition to China》，中譯為《英軍在華作戰記》，並有德文譯本。

## 生平
約翰·艾略特·賓漢是理查德·賓漢牧師的四子。他的二哥亨利·霍普·賓漢後來比他早一年晉升為英國海軍中校。
他於1820年9月23日作為初級志願兵（first-class volunteer）加入英國海軍，在北美及西印度艦隊的Esk號（20門砲的小型風帆戰艦）上服務。他於1823-1824年左右成為海軍少尉，在夏洛特皇后號戰艦（104門砲的第一級风帆战列舰）與勝利號戰艦上服務。後來他到先驅號（28門砲的第六級戰艦）、 戰神號（78門砲的第三級戰艦）上服務。他於1831年成為海軍中尉。他於1832年7月28日被委任為海軍上尉，並於10月20日被派到北海艦隊的南安普敦號（50門砲的第四級戰艦）上。1833年5月11日，他到里斯本艦隊的多尼哥號戰艦（72門砲的第三級战舰）上服務。1834年6月9日，他調到該艦隊旗艦黑斯廷斯號戰艦上服務。葡萄牙護衛艦Portuense號在塔霍河口附近遇難時，他負責指揮船隻援救船員。
他於1838年7月25日到北美及西印度艦隊的「莫德斯特」號上擔任一級上尉，艦長是哈里·艾爾斯（Harry Eyres）中校。墨西哥集權共和國與法國七月王朝發生糕點戰爭時，他隨艦前往墨西哥。他後來協助打擊莫桑比克海峽的奴隸販運。

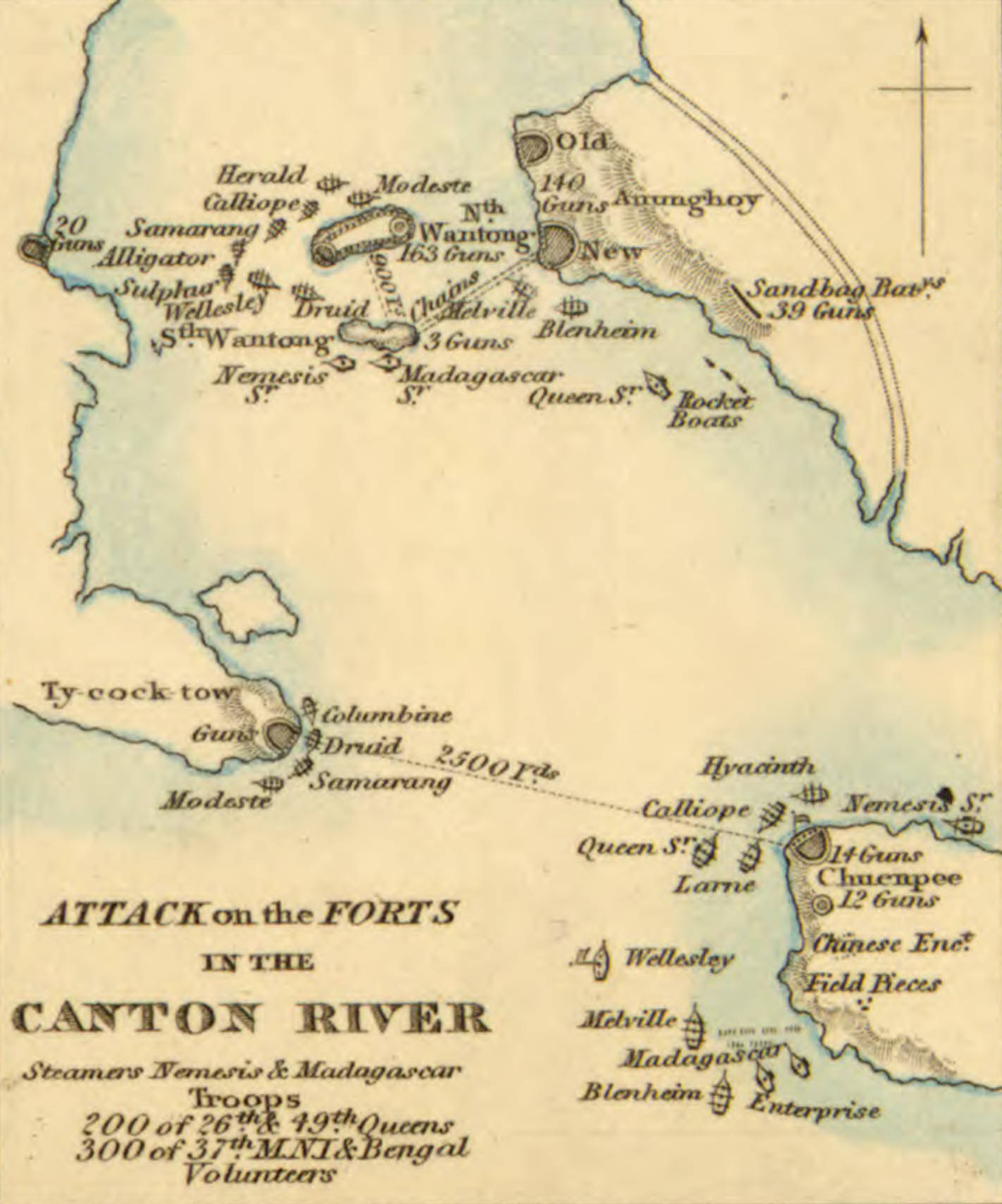
虎門之戰形勢圖。左下方標示大角頭（Ty-cock-tow）炮台和「莫德斯特」（Modeste）號

1840年4月，好望角艦隊司令喬治·懿律奉令前往中國參加鴉片戰爭，負責指揮東印度及中國艦隊，他選中梅爾維爾號（74門砲的第三級戰艦）、莫德斯特號（18門砲的小型戰艦）與哥倫拜恩號（16門砲的小型戰艦）加入這支艦隊。4月30日，賓漢隨莫德斯特號於從好望角出發前往中國。1841年1月7日，在虎門之戰期間，他率隊攻堅，佔領大角炮台。1月10日，他被地雷炸飛的一塊大石擊中，造成髖部嚴重挫傷以及右腿上下腿骨骨折，因此搭巡邏艇到澳門療養。他於1841年7月6日晉升為英國海軍中校。自1844年12月14日起，他一直在美國東南沿海指揮橡子號（12門砲的雙桅橫帆船）。
他退休後於1865年7月1日因年資晉升為上校。他於1878年逝世。

## 著作

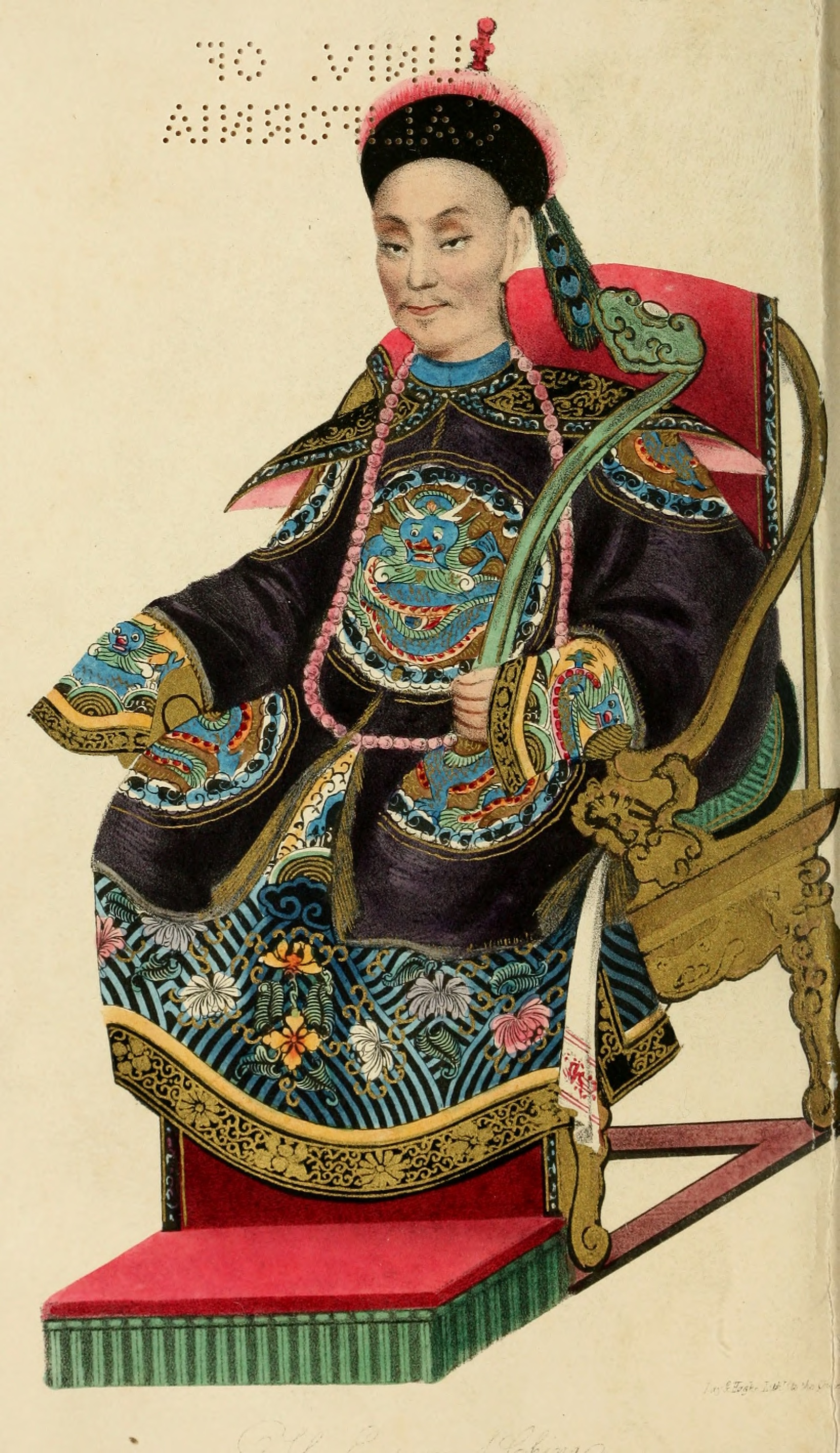
《英軍在華作戰記》內封面

他將鴉片戰爭期間的見聞於1842年出版為《Narrative of the Expedition to China》兩冊。1843年增訂再版。1843年出版德文版《Der Krieg mit China von seinem Entstehen bis zum gegenwärtigen Augenblicke》。
該書由壽紀瑜、齊思和於1954年中譯為《英軍在華作戰記》，沒有單行本，而是收入由中國史學會主編的《中國近代史資料叢刊》中《鴉片戰爭》第五冊。上海人民出版社也出版了這套《鴉片戰爭》。

## 外部連結
- Narrative of the Expedition to China [《英軍在華作戰記》] Volume 1，Volume 2 （页面存档备份，存于）
- 石版畫Storming of the forts and entrenchments of Chuenpee on 7th January 1841 （页面存档备份，存于）. 國家陸軍博物館